# Відкритий чемпіонат Австралії з тенісу 2023
Відкритий чемпіонат Австралії з тенісу 2023 — тенісний турнір найвищого рівня, що проходив між 16 січня та 29 січня 2023 року на кортах Мельбурн-Парку в Мельбурні, Австралія. Це був 111-ий чемпіонат Австралії з тенісу, 55-ий з початку відкритої ери,  перший турнір Великого шолома у 2023 році. Турнір входив до програм ATP та WTA турів. Головним спонсором турніру була компанія Kia.

## Огляд подій та досягнень

### До початку турніру
Минулого року чемпіонами були Рафаель Надаль у чоловіків та Ешлі Барті у жінок, однак Барті завершила кар'єру. Дев'ятиразовий чемпіон Новак Джокович отримав перепустку на турнір, який вимушений був пропустити двох попередніх років через небажання вакцинуватися від Ковіду.

### Результати та досягнення
В одиночному розряді серед чоловіків чемпіонат виграв серб Новак Джокович, для якого це десяте австралійське  чемпіонство та 22 перемога в мейджорах загалом. 
У жіночому одиночному розряді перемогла  Орина Соболенко, для якої це перший виграний грендслем. 
Змагання чоловічих пар виграв австралійський дует Рінкі Хіджіката  та Джейсон Кублер. Для обох це дебютна перемога у турнірі Великого шолома.  
У змаганні жіночих пар чешки Барбора Крейчикова та Катержина Сінякова відстояли свій титул.  Для обох це друге австралійське чемпіонство та сьомий парний грендслем. Крейчикова має в своєму доробку ще одиночний титул Великого шолома та три австралійські чемпіонства в міксті.  
Мікс виграла бразильська пара Луїза Стефані / Рафаель Матуш, для обох це перший мейджор.

## Результати фінальних матчів

### Дорослі
| Одиночний розряд. Чоловіки (Детальніше) |                          |                         |
| Новак Джокович                          | Стефанос Ціціпас         | 6–3, 7–6(7–4), 7–6(7–5) |
|                                         |                          |                         |
| Одиночний розряд. Жінки (Детальніше)    |                          |                         |
| Орина Соболенко                         | Олена Рибакіна           | 4–6, 6–3, 6–4           |
|                                         |                          |                         |
| Парний розряд. Чоловіки (Детальніше)    |                          |                         |
| Рінкі Хіджіката Джейсон Кублер          | Юго Ніс Ян Зелінський    | 6–4, 7–6(7–4)           |
|                                         |                          |                         |
| Парний розряд. Жінки (Детальніше)       |                          |                         |
| Барбора Крейчикова Катержина Сінякова   | Аояма Сюко Ена Сібахара  | 6–4, 6–3                |
|                                         |                          |                         |
| Мікст (Детальніше)                      |                          |                         |
| Луїза Стефані Рафаель Матуш             | Саня Мірза Роган Бопанна | 7–6(7–2), 6–2           |
|                                         |                          |                         |

### Юніори
| Одиночний розряд. Хлопці          |                                  |                       |
| Александер Блоккс                 | Лернер Тьєн                      | 6–1, 2–6, 7–6(11–9)   |
|                                   |                                  |                       |
| Одиночний розряд. Дівчата         |                                  |                       |
| Аліна Корнєєва                    | Мірра Андрєєва                   | 6–7(2–7), 6–4, 7–5    |
|                                   |                                  |                       |
| Парний розряд. Хлопці             |                                  |                       |
| Лернер Тьєн / Купер Вільямс       | Александер Блоккс / Жоао Фонсека | 6–4, 6–4              |
|                                   |                                  |                       |
| Парний розряд. Дівчата            |                                  |                       |
| Рената Ямріхова / Федеріка Ургезі | Хаю Кіносіта / Сара Сайто        | 7–6(7–5), 1–6, [10–7] |
|                                   |                                  |                       |